# 中央選挙委員会
中央選挙委員会（ちゅうおうせんきょ-いいんかい）は中華民国の選挙事務を所管する最高行政機関。行政院の独立機関。

## 歴代主任委員

### 兼任時期
1. 邱創煥（1980年7月16日 - 1981年12月1日）
2. 林洋港（1981年12月1日 - 1984年6月1日）
3. 呉伯雄（1984年6月1日 - 1988年7月22日）
4. 許水徳（1988年7月22日 - 1991年6月1日）
5. 呉伯雄（1991年6月1日 - 1994年7月30日）
6. 黄石城（1994年7月30日 - 1995年6月16日）
7. 黄昆輝（1995年6月16日 - 1996年6月10日）
8. 林豊正（1996年6月10日 - 1997年5月15日）
9. 葉金鳳（1997年5月15日 - 1998年2月5日）
10. 黄主文（1998年2月5日 - 1999年12月17日）
11. 黄石城（1999年12月17日 - 2000年5月19日）

### 専任時期
1. 黄石城（2000年5月20日 - 2004年6月16日）
2. 張政雄（2004年6月16日 - 2009年11月3日）
3. 頼浩敏（2009年11月3日 - 2010年10月12日）
4. 劉義周（代理、2010年10月13日 - 2010年11月14日）
5. 張博雅（2010年11月15日 - 2013年11月3日）
6. 林慈玲（代理、2013年11月4日 - 2013年12月3日）
7. 張博雅（2013年12月4日 - 2014年7月31日）
8. 劉義周（代理、2014年8月1日 - 2015年1月28日）
9. 劉義周（2015年1月29日 - 2017年11月3日）
10. 林慈玲（代理、2017年11月4日 - 2017年11月20日）
11. 陳英鈐（2017年11月21日 - 2018年12月3日）
12. 陳朝建（代理、2018年12月3日 - 2019年6月2日）
13. 李進勇（2019年6月3日 - 現職）